# Пашков, Пётр Егорович

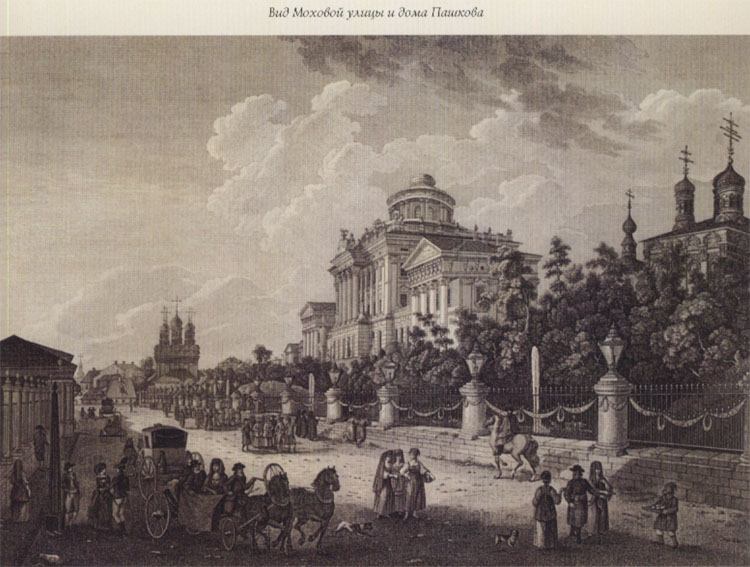
Улица Моховая перед домом Пашкова в XVIII веке

Пётр Его́рович Пашко́в (1726—1790) — капитан-поручик лейб-гвардии Семёновского полка, богатый московский откупщик («первый русский водочный король»), представитель дворянского рода Пашковых.
Биографические сведения о строителе Пашкова дома скудны. Родился в семье Е. И. Пашкова, разбогатевшего в петровское время на преследовании князей Гагарина и Кольцова-Мосальского. С малых лет был записан в гвардию, при Елизавете Петровне нёс военную службу. После выхода в отставку занялся винными откупами, на которых сколотил колоссальное состояние, однако сам же его довольно быстро и прожил.
Во время губернаторства в Москве графа Захара Чернышёва купил у его сестры, генеральши Племянниковой, участок на Ваганьковском холме, прямо напротив Московского кремля, где и выстроил свой «кремль одного человека» — Пашков дом, оставшийся памятником его богатству и амбициям. С соседями был неуживчив: сноха В. Н. Татищева подавала челобитную, что ельник в саду Пашкова закрывает окна её дома.
В конце жизни задолжал казне крупные суммы по откупным делам. Своим наследником назначил троюродного брата Александра Ильича Пашкова, женатого на дочери уральского миллионера Мясникова. Для проведения балов и представлений жена нового владельца выстроила рядом со старым домом Пашкова новый, позднее проданный её сыновьями под Аудиторный корпус Московского университета.